# Plateosauridae
I Plateosauridae sono una famiglia di dinosauri prosauropodi plateosauriani che sono vissuti tra il Triassico superiore ed il Giurassico inferiore (approssimativamente fra i 225 e 184 milioni di anni fa, fra il Carnico ed il Toarciano) nei territori corrispondenti all'attuale Europa.
I plateosauridi erano prosauropodi erbivori, di grandi dimensioni, fino a 8 metri, e dalla struttura fisica robusta, dal cranio stretto e dalla mandibola allungata.